# Mike Sserumagga
Michael "Mike" Sserumagga, född 3 augusti 1989 i Kampala, är en ugandisk fotbollsspelare som från 2007 till januari 2009 spelade för Helsingborgs IF.